# Татарська (Абатський район)
Тата́рська (рос. Татарская) — присілок у складі Абатського району Тюменської області, Росія.
Населення — 138 осіб (2010, 183 у 2002).
Національний склад станом на 2002 рік:
- росіяни — 98 %